# Чемпионат мира по шорт-треку 2001
Чемпионат мира по шорт-треку 2001 года проходил с 30 марта по 1 апреля в Чонджу (Южная Корея).

## Общий медальный зачёт
| Место | Страна           | Золото | Серебро | Бронза | Всего |
| ----- | ---------------- | ------ | ------- | ------ | ----- |
| 1     | Китай            | 8      | 3       | 3      | 14    |
| 2     | Канада           | 1      | 2       | 2      | 5     |
| 3     | США              | 1      | 2       | 0      | 3     |
| 4     | Республика Корея | 0      | 2       | 1      | 3     |
| 5     | Болгария         | 0      | 1       | 2      | 3     |
| 6     | Япония           | 0      | 1       | 0      | 1     |
| 7     | Италия           | 0      | 0       | 1      | 1     |

## Медалисты
За первое место в дисциплине начислялось 34 очка, за второе — 21 очко, за третье — 13 очков, за четвёртое — 8 очков, за пятое — 5 очков, за шестое — 3 очка, за седьмое — 2 очка и за восьмое — 1 очко; очки начислялись лишь спортсменам, принявшим участие в финальных соревнованиях по соответствующей дисциплине. Затем очки складывались, и так определялся победитель в многоборье; эстафеты для определения победителей в многоборье не учитывались.

### Мужчины
| Дисциплина | Золото                                                  | Серебро                                                                    | Бронза                                           |
| ---------- | ------------------------------------------------------- | -------------------------------------------------------------------------- | ------------------------------------------------ |
| Многоборье | Ли Цзяцзюнь                                             | Антон Аполо Оно                                                            | Марк Ганьон                                      |
| 500 м      | Ли Цзяцзюнь                                             | Джонатан Гильметт                                                          | Маурицио Карнино                                 |
| 1000 м     | Ли Цзяцзюнь                                             | Антон Аполо Оно                                                            | Мин Рен                                          |
| 1500 м     | Марк Ганьон                                             | Мин Рен Сатору Тэрао                                                       | место не присуждалось                            |
| 3000 м     | Ли Цзяцзюнь                                             | Антон Аполо Оно                                                            | Марк Ганьон                                      |
| Эстафета   | Даниэль Вайнштейн Антон Аполо Оно Рон Бьондо Расти Смит | Марк Ганьон Джонатан Гильметт Эрик Бедар Матье Тюркотт Франсуа-Луи Трамбле | Китай · Фэн Кай · Ань Юйлун · Ли Цзяцзюнь · Ли Е |

### Женщины
| Дисциплина | Золото                                                     | Серебро                                      | Бронза                                                         |
| ---------- | ---------------------------------------------------------- | -------------------------------------------- | -------------------------------------------------------------- |
| Многоборье | Ян Ян (A)                                                  | Ван Чуньлу                                   | Евгения Раданова                                               |
| 500 м      | Ван Чуньлу                                                 | Ян Ян (A)                                    | Ян Ян (S)                                                      |
| 1000 м     | Ян Ян (A)                                                  | Ван Чуньлу                                   | Ян Ян (S)                                                      |
| 1500 м     | Ян Ян (A)                                                  | Евгения Раданова                             | Мари-Эв Дроле                                                  |
| 3000 м     | Ян Ян (A)                                                  | Ван Чуньлу                                   | Евгения Раданова                                               |
| Эстафета   | Китай · Ян Ян (A) · Ян Ян (S) · Ван Чуньлу · Сунь Даньдань | Чон Да Хе Пак Хе Вон Пак Хе Рим Чхве Мин Гён | Анна Крастева Евгения Раданова Марина Георгиева Даниэла Влаева |